# Parabezzia
Parabezzia är ett släkte av tvåvingar. Parabezzia ingår i familjen svidknott.

## Dottertaxa tillParabezzia, i alfabetisk ordning[1]
- Parabezzia alexanderi
- Parabezzia arenosa
- Parabezzia atchleyi
- Parabezzia balseiroi
- Parabezzia blantoni
- Parabezzia brasiliensis
- Parabezzia brunnea
- Parabezzia bystraki
- Parabezzia caribbeana
- Parabezzia cayoensis
- Parabezzia clastrieri
- Parabezzia costalis
- Parabezzia downesi
- Parabezzia eupetiolata
- Parabezzia falcipennis
- Parabezzia fuscipennis
- Parabezzia grogani
- Parabezzia haitiensis
- Parabezzia hondurensis
- Parabezzia horvathi
- Parabezzia huberti
- Parabezzia inaequalis
- Parabezzia inermis
- Parabezzia insolita
- Parabezzia jamaicensis
- Parabezzia neunguis
- Parabezzia obscura
- Parabezzia orientalis
- Parabezzia pallida
- Parabezzia panamensis
- Parabezzia pellucida
- Parabezzia petiolata
- Parabezzia pseudungus
- Parabezzia raccurti
- Parabezzia spangleri
- Parabezzia stagni
- Parabezzia texensis
- Parabezzia uncinata
- Parabezzia unguis
- Parabezzia williamsi
- Parabezzia wirthi